# Papuagrion auriculatum
Papuagrion auriculatum – gatunek ważki z rodziny łątkowatych (Coenagrionidae).